# 小比企町
小比企町（こびきまち）は、東京都八王子市の地名である。丁番を持たない単独町名であり、住居表示未実施区域。郵便番号は193-0934（八王子南郵便局管区）。

## 地理
八王子市の南部の小比企丘陵上に位置し、南北を湯殿川とそれに平行する東京都道173号上館日野線（北野街道）が分断し、北端を京王高尾線が通る。
東で片倉町、西で椚田町、南で西片倉・みなみ野、北で緑町・山田町と隣接する。

### 河川
- 湯殿川

### 地価
住宅地の地価は、2014年（平成26年）1月1日の公示地価によれば、小比企町533番9の地点で14万6000円/m2となっている。

## 歴史

### 沿革
- 1889年（明治22年）4月1日 - 町村制施行により、神奈川県南多摩郡小比企村が、片倉村、宇津貫村、北野村、打越村、西長沼村と合併し由井村が成立する。小比企村は由井村大字小比企となる。
- 1955年（昭和30年）4月1日 - 横山村、元八王子村、恩方村、川口村、加住村とともに八王子市へ編入される。由井村大字小比企は八王子市大字小比企となる。
- 1956年（昭和31年）10月1日 - 町名変更により八王子市大字小比企の一部を小比企町とする。

## 世帯数と人口
2017年（平成29年）12月31日現在の世帯数と人口は以下の通りである。
| 町丁     | 世帯数    | 人口    |
| -------- | --------- | ------- |
| 小比企町 | 3,102世帯 | 6,575人 |

## 小・中学校の学区
市立小・中学校に通う場合、学区は以下の通りとなる。
| 番地                                                    | 小学校                   | 中学校               | 通学許可校                                                              |
| ------------------------------------------------------- | ------------------------ | -------------------- | ----------------------------------------------------------------------- |
| 1〜538番地 542〜603番地                                 | 八王子市立由井第三小学校 | 八王子市立由井中学校 | 八王子市立山田小学校 八王子市立第七中学校（山田小卒業の場合は入学可能） |
| 539番地1〜5 539番地14〜541番地 604〜804番地 872番地以降 | 八王子市立由井第三小学校 | 八王子市立由井中学校 |                                                                         |
| 805〜871番地                                            | 八王子市立由井第三小学校 | 八王子市立由井中学校 | 八王子市立由井第三小学校 八王子市立第六中学校                           |
| その他                                                  | 八王子市立横山第一小学校 | 八王子市立椚田中学校 | 八王子市立由井第三小学校 八王子市立由井中学校                           |

## 交通

### 鉄道
- 京王電鉄
  - 京王高尾線：山田駅

### 道路
- 東京都道173号上館日野線（北野街道）
- 東京都道506号八王子城山線

### 路線バス
- 京王バス南
  - 八王子駅南口〜山田駅〜上小比企〜法政大学
  - 八王子駅南口〜山田駅〜下椚田公園〜めじろ台駅

## 施設

### 郵便局・金融機関
- 八王子小比企郵便局

### 教育
- 八王子市立由井第三小学校

### 公園・神社・寺院
- 長慶寺
- 大林寺
- 峠山観音堂
- 稲荷神社

### その他
- 磯沼ミルクファーム